# Sékhâenrê
Sékhâenrê est un roi égyptien de la Deuxième Période intermédiaire. 

## Attestations
On trouve des traces le concernant dans le temple funéraire de Montouhotep II, à Deir el-Bahari. En effet, trois blocs portent son cartouche. Ces blocs se trouvent l'un au British Museum de Londres (EA 43130) et les deux autres au Musée égyptien du Caire (JE 46197 et numéro inconnu). 

## Position chronologique
La position chronologique exacte de ce roi est très incertaine. En effet, K. S. B. Ryholt le place à la fin de la XIIIe dynastie, sans position précise. Julien Siesse, quant à lui, le place à la XVIe dynastie, sans position exacte non plus.